# Мубаріз ад-Дін Мухаммед
Мубаріз ад-Дін Мухаммед (перс. مبارز الدین محمد; бл. 1301 — 1 грудня 1363) — засновник держави Музаффаридів, емір у 1314—1358 роках.

## Життєпис

### На службі Хулагуїдів
Походив з поперсеної арабської сунітської родини, яка оселилася в Хорасані з часу його захоплення арабами у VIII ст. Під час монгольської навали 1220-х років голова родини Гіяс ад-Дін аль-Ходжа перейшов на службу до атабеків Єзду. Його нащадки служили останніми в наступні десятиріччя.
Єдиний син Шарафа ад-Діна Музаффара ібн Мансура, амір-і-хазара (командувача 1 тис. вершників) та володаря Мейбоду. Народився наприкінці лютого 1301 року. 1307 року супроводжував батька до Єзду. 1314 року після смерті останнього успадкував його посаду.
Спочатку мешкав при дворі ільхана Олджейту. 1316 року Мубаріз ад-Дін Мухаммед перебрався до Мейбоду. 1319 року за наказом ільхана захопив Єзд, поваливши його атабека. Після цього посада наїба (намісника) Єзда перейшла до Мубаріз ад-Діна За цим за наказом ільхана Абу-Саїда Багадура виступив проти Нусрат ад-Діна Мухаммада, маліка Сістану, який повстав під впливовим Ясавура, хакіма Нікудерійської Орди. Здійснив 2 великі військові кампанії, провівши 21 битву, зрештою здобувши остаточну перемогу.
1328 року одружився з Макдумшах, донькою Кутб ад-Діна Шах-Джахана, султана Кермана. В подальшому мирно керував Єздом, збільшуючи власне військо та статки. 1335 року з початком розпаду Держави Хулагуїди фактично став самостійним, лише номінально визнавав владу ільханів. Прийняв титул еміра.

### Незалежний емір
Спочатку підтримував ільхана Тога-Темура, віді мені якого 1337 року став карбувати монети. У 1339 році він вдерся до Кермана, перемігши тамтешнього наїба Кутб ад-Діна ібн Насіра, який також став самостійним. Але 1340 року зазнав поразки від Кутб ад-Діна, якому допоміг Муїзз ад-Дін Хусейн, малік Герату. Але до кінця цього ж року Мубаріз ад-Дін Мухаммед зумів повністю здолати суперника. Місто Бам було обложено та завойовано через кілька років після цього.
За цим намагався втрутився у боротьбу за владу між Інджуїдиів. З 1347 року почалася війна з еміром Шейхом Абу Ісхаком, але Мубаріз ад-Дін завдав тому поразки у битві під фортецею Бахрамджирд (70 км від Кермана). У 1350—1351 роках ворог тримав в облозі Єзд, але облогу було витримано. наприкінці червня 1352 року Мубаріз ад-Дін здобув перемогу в битві біля Пандж-Ангушт.
У 1353 році Мубаріз ад-Дін захопив Шираз у Абу Ісхак, що втік до Ісфагану. 1354 року було завдано поразки Ардаширу, маліку держави Шабанкара, а 1355 року їх володіння було приєднано до держави Музаффаридів. 1356 року Мубаріз ад-Дін захопив зрештою Ісфаган, де полонив Абу Ісхака, якого стратив. Невдовзі було підкорено Великий Луристан. Наслідком стало встановлення влади над центральною, південною і південносхідною Персією. Свою столицю переніс з Єзду до Ширазу. За цим відправив посланців до Єгипту, щоб отримати визнання від аббасидського халіфа аль-Мутадида I, який надав йому титул аміра аль-муменіна.
Невдовзі відкинув вимогу Джанібека, хана Золотої Орди визнати себе васалом останнього. У 1357 році їх володіння стали сусідніми, внаслідок захоплення ординцями Аррану і Тебризу. Водночас стикнувся з Увайсоом I, султаном Джалаїрідів, що знищив владу Чобанідів. Але зумів зайняти Тебриз, звідки ординці пішли після загибелі Джанібека. Завдав поразки в битві біля Міяне решткам військ Чобанідів, зайнявши Нахічевань.
Втім плани Мубаріз ад-Діна йти на Арран перервалися заколотом свого сина Шах Шуджи, який повалив, осліпив і ув'язнив батька. Колишній емір помер у в'язниці у 1363 році.